# 密码 (电子游戏)
密碼是一種在第三和第四世代的许多电子游戏中，用於返回遊戲階段的一串資料碼。当通过关卡或接續关卡时，游戏就会给出密码，玩家可以使用其返回此游戏阶段。简单情况下，密码只记录当前到达的关卡，而在角色扮演游戏等复杂情况下，密码会记录财产、事件等更多状态。随着现今存档储存器的广泛应用，密码逐渐罕见。